# Аткарськ (локомотивне депо)
Локомотивне депо Аткарськ — підприємство залізничного транспорту в місті Аткарськ, належить до  Приволзької залізниці. В наш час депо закрите і перепрофільоване. Будівлі депо використовуються для ремонту рухомого складу служби колії.

## Історія депо
Історично депо було паровозним з 24 паровозними стійлами і ремонтними майстернями. Надалі депо перейшло на тепловозну і електровозну тягу. Майстерні депо ремонтували тепловози з інших залізниць СРСР, зокрема Казахстана.

## Тягові плечі
Депо обслуговувало тягові плечі до станцій Анісовка, Калінінськ, Сінна, Ртищево.

## Рухомий склад
Станом (на 2008 рік) депо перепрофільоване. Тепер воно не має приписного парку та взагалі перестало існувати як локомотивне депо.
Раніше в депо були приписані тепловози Тепловоз ТЕ3, Тепловоз 2ТЭ10Л, 2ТЭ10М,електровози ВЛ80с.
Поблизу депо стоїть паровоз-пам'ятник Эу-686-31.